# Ева Острікер
Ева Чаріс Острікер (нар. 1965) — американська астрофізикиня, відома своїми дослідженнями зореутворення та тем, пов'язаних із надбульбашками, молекулярними хмарами, молодими зорями, обчислювальною гідродинамікою та надзвуковою турбулентністю. Вона є професором кафедри астрофізичних наук Принстонського університету.

## Освіта і кар'єра
Ева Острікер — донька астрофізика Джеремії Острікера та поетеси Алісії Острікер. Вона з відзнакою закінчила Гарвардський коледж у 1987 році. Потім рік навчалась як запрошена студентка в Оксфордському університеті, а після цього поїхала до Університет Каліфорнії в Берклі в аспірантуру з фізики. Там вона в 1990 році здобула ступінь магістра, а в 1993 році під керівництвом Френка Шу захистила дисертацію доктора філософії «Гравітаційні моменти в системах зоря-диск».
Після роботи постдоком в Берклі та Гарвард-Смітсонівському астрофізичному центрі у 1996 році вона стала професором-асистентом кафедри астрономії в Університеті Меріленда в Коледж-Парк. У 2006 році вона отримала звання повного професора, а в 2012 році перейшла на кафедру астрофізичних наук Принстонського університету. Того ж року на цій самій кафедрі пішов на пенсію її батько, астрофізик Джеремія Острікер.

## Визнання
У 2020 році Острікер була обрана членом Американської академії мистецтв і наук. У 2022 році вона була названа членом Американського фізичного товариства «за фундаментальний внесок у наше розуміння фізичного процесу, який контролює утворення зір у галактиках, структуру і динаміку турбулентного міжзоряного середовища».

## Дивіться також
- Акреційний диск
- Зоряна еволюція
- Міжзоряне середовище
- Спіральна галактика
- Еліптична галактика